# GD Lagoa
Der GD Lagoa (Grupo Desportivo de Lagoa) ist ein Sportverein in der portugiesischen Stadt Lagoa (Algarve). Er wurde am 12. Januar 1971 gegründet. 2007 stieg er erstmals in die II Divisão auf, der er vier Spielzeiten angehörte. Seine Heimspiele trägt der Verein im Estádio Capitão Jusino da Costa aus.